# Fhemann
 (août 2024).
Si vous disposez d'ouvrages ou d'articles de référence ou si vous connaissez des sites web de qualité traitant du thème abordé ici, merci de compléter l'article en donnant les références utiles à sa vérifiabilité et en les liant à la section « Notes et références ».
Fhemann, de son vrai nom Claude-Levis Doukam Kamdom, est un haltérophile (sous le nom de Claude Kamdem) et rappeur français d'origine camerounaise né le 5 août 1977 à Babong.

## Carrière sportive
Claude-Levis Doukam Kamdom a grandi dans les rues de Douala au Cameroun où, pour survivre, il monte des numéros d'acrobaties de rue et devient la mascotte de la troupe. Son chemin croise celui de Paul Ketchanké, figure emblématique de l'haltérophilie au Cameroun et fondateur du club Cameroun Haltères à Douala.
1989 marque sa première sélection en équipe nationale du Cameroun chez les plus jeunes : d'autres événements suivent et c'est lors d'une rencontre sportive que l'arbitre international français Christian Beekhuizen, venu au Cameroun former quelques dirigeants de la fédération camerounaise d'haltérophilie sur l'arbitrage, repère le jeune garçon. De retour en France, Christian Beekhuizen lui obtient une bourse sport-étude du Comité international olympique (CIO) ; c'est ainsi que Claude « Kamdem » arrive en Bourgogne, dans la ville d'Avallon (89), le 3 octobre 1992. C'est à l'haltérophilie club de Nevers qu'il est licencié ; il y reste jusqu'au mois d'août 1996, remportant au passage le titre de champion de France Open en 1994 avant de subir une première opération du genou gauche en 1995.
Au terme de sa bourse au mois de juin 1996, il part pour le Vaucluse où il s'engage avec le club EEAR Carpentras et devient le meilleur marqueur de points du club de septembre 1996 à juin 2002, année de sa seconde opération, du genou droit cette fois-ci.
Après cette nouvelle opération de 2002, en pleine préparation des jeux olympiques 2004 à Athènes(Grèce) et devant la persistance des douleurs aux genoux, il est obligé de mettre un terme à sa carrière sportive en 2005.
Claude Kamdem mesure 1,75 m  pour 80 kg de poids de corps.  
IL a effectué l'essentiel de sa carrière dans les 3 catégories suivantes : −75 kg, −76 kg et −77 kg.  

## Résultats sportifs
Sur la scène internationale, Claude Kamdem a récolté 18 médailles : 3 d'or, 7 d'argent et 8 de bronze.
- 5 titres de Champion de France dans la catégorie de poids des moins de 77 kg :
  - 1994 : champion de France Open (club Nevers) ;
  - 1997 : champion de France Open (club Carpentras) ;
  - 1998 : champion de France Open (club Carpentras) ;
  - 1999 : champion de France Open (club Carpentras) ;
  - 2002 : champion de France (club Carpentras).
- 2002 : vainqueur du grand prix de l'Hérault
- Championnats du Monde : 5 participations :
  - Tchécoslovaquie en 1993 (juniors) ;
  - Indonésie en 1994 (juniors) ;
  - Pologne en 1995 (juniors) ;
  - Chine en 1995 (seniors) ;
  - Grèce en 1999 (seniors).
- Championnats d'Afrique :
  - 1994 : Afrique du Sud : 3e ;
  - 1996 : Ismailia, Égypte : Champion d'Afrique Junior et vice-Champion d'Afrique Senior ;
  - 2000 : Cameroun : vice-Champion d'Afrique Senior.
- Jeux d'Afrique :
  - 1995 : Harare, Zimbabwe : 3e ;
  - 1999 : Johannesburg, Afrique du Sud : 3e.

## Musique
Le 3 octobre 1992, il atterrit au foyer des jeunes travailleurs à la cité de La Morlande dans la ville d'Avallon : c'est auprès de ses camarades du foyer qu'en guise de passe temps il commence à s'intéresser véritablement au mouvement hip-hop.
En déménageant en 1996 à Carpentras, il rencontre, au lycée Jean Henry Fabre, son acolyte Laurent Saphir. En 1997, Saphir enregistre un maxi trois titres, suivi par Kamdem qui sort à son tour un maxi cinq titres, l'année suivante, sous le pseudonyme de Fhe-Mann.
De retour à Carpentras, FheMann et Saphir décident de fonder un groupe, La Résistance. Ils donnent leur premier concert à l'hippodrome Saint-Ponchon de Carpentras en 1999. Dans la foulée, ils sont invités place Crillon à Avignon sur le podium de France Bleu Vaucluse, pour la fête de la musique.
En 2000 le groupe change de nom et devient L-Secta. En 2001, ils sont invités aux Pays-Bas dans le cadre d'un échange européen autour de la culture urbaine. Saphir ne pouvant pas faire le déplacement, seul Fhemann s'y rend, avec d'autres rappeurs de Carpentras et de Marseille. Ce déplacement aux Pays-Bas se solde par deux concerts, à Rotterdam et à Middleburg.
En 2002, invités sur la compilation La Loi du silence produite par le collectif parisien Pensée Urbaine, Fhemann et Saphir signent le titre L'Univers est pervers. Parallèlement, ils enregistrent avec Fresh et Mounir (futur candidat de la Nouvelle star édition 2007) un maxi cinq titres au studio Sad Hill à Marseille.
En 2003, Fhemann, convalescent après sa seconde opération du genou, profite du temps libre entre deux séances de rééducations à l'Insep pour écrire une partie d'un premier album du groupe, intitulé You Mamie Pyma, enregistré entre Avignon et Marseille. Il sort en 2004. Ils défendent cet album sur différentes scènes du sud de la France.
En 2005, Fhemann est coauteur du mini album Ça Mwen même du Réunionnais Lauze, qui sort l'année suivante. En 2006 aux Chorégies d'Orange, Fhemann est engagé comme acrobate sur l'opéra Aida avec Roberto Alagna : c'est durant cette tournée qu'il écrit une partie de son album solo La Douleur des anges. En juin 2008, sur le thème « Nous sommes tous des étrangers, presque partout », la maison du département de la ville de Carpentras commande une chanson à Fhemann sur le sujet de l'immigration : l'artiste livre le titre Kaolo time, qu'il interprète pour la première fois avec L-Secta le 13 octobre 2008 dans les locaux de la maison du département. Toujours en 2008, au mois de juin, il assure la première partie du concert du chanteur sénégalais Ismaël Lo au stade de la Roseraie à Carpentras et il rejoint la distribution des Chorégies en tant qu'acrobate sur l'opéra Faust, avec la même équipe qu'en 2006, autour de Roberto Alagna.
En février 2009, Fhemann réalise lui-même le clip du titre Kaolo time, sa deuxième réalisation après le clip de La Douleur des anges en 2008.
Début 2009 sort le premier album solo de Fhemann La Douleur des anges. Dans la foulée, L-Secta est choisi par le groupe Iam pour assurer l'ouverture de son concert du 30 juillet au stade de la Roseraie à Carpentras. 
En 2011, Fhemann signe la musique officielle du Championnat du Monde d'haltérophilie qui a lieu à Disneyland Paris au mois de novembre.
En 2013, Fhemann et Alibi Montana signent le titre Sanglant, dont le clip est visible sur le net. En 2020, il sort nouvel album intitulé Harmonie cosmique.

### Discographie
- Albums :
  - 2004 : You Mamie Pyma (avec le groupe L-Secta)
  - 2009 : La Douleur des anges
  - 2020 : Harmonie Cosmique
- Maxis :
  - 1998 : À la mémoire des vaincus (5 titres)
  - 2002 : Pousse le son (5 titres)
  - 2011 : Mentale théorie (3 titres)

```
    2004 en musique 2024       Le Règne des Titans (4 titres )
```

## Clips
- 2008 : La Douleur des anges
- 2009 : Perdu
- 2009 : Kaolo time
- 2010 : Widélakawidé
- 2011 : Mentale théorie
- 2012 : Le Radeau de nos peines
- 2013 : Sanglant
- 2014 : Fhemann frappe encore
- 2015 : Petite merveille
- 2017 : Au cœur de nos rancœurs
- 2018 : Justice sociale
- 2019 : À la vie, à l'amour
- 2019 : Les dormeurs du trottoir
- 2019 : Sans-papier n'est pas mon nom
- 2021 : Pandémie Fhémanique
- 2021 : Aveu de Tendresse

```
 2023 :   Miss Elti
 2024 :   Le Jour J
 2024 :   Les Chasseurs de Grosses barres
```

## Théâtre
En 2006, dans la pièce de théâtre Élégie pour Senghor de Babacar Mbaye qui rend hommage à l'académicien, Fhemann  est l'interprète principal, entouré d'une équipe de musiciens et de danseurs. La troupe joue cette pièce un peu partout et notamment au Festival d'Avignon off de la même année.
Cette pièce avait fait à l'époque l'objet de plusieurs articles de presse dont quelques-uns dans le journal la Provence du vendredi 21 juillet 2006 et le journal Vaucluse Matin du 20 juillet 2006.

## Réalisation et figuration
Durant ses années au lycée des Chaumes à Avallon, Fhemann joue dans quelques courts-métrages dont certains ont été primés au Festival lycéen de vidéo de Bagnères-de-Bigorre. Il fait une brève apparition dans le film d'Agnès Jaoui Parlez-moi de la pluie ainsi que dans le film de Daniel Cohen Les Deux Mondes et dans le téléfilm Valentine et Cie réalisé par Patrice Martineau. 
En 1995, il écrit et coréalise avec ses compères de l'atelier vidéo un court-métrage sur le sida : Panique à Kilicia. Il a aussi réalisé lui-même les clips de certaines de ses chansons : Kaolo time, La Douleur des anges et Perdu.